# Nesoxenia lineata
Nesoxenia lineata – gatunek ważki z rodziny ważkowatych (Libellulidae).